# Darrin Canniff

## Historia
Darrin Canniff (1966) es un político canadiense. Actualmente ejerciendo el puesto de alcalde del municipio de Chatham-Kent.
Canniff nació y creció en Chatham, Ontario .Asistió a la escuela primaria Winston Churchill y a la escuela secundaria John McGregor.  Los estudios universitarios los cursó en la universidad Wilfrid Laurier University, donde obtuvo un Título en negocios y una designación de Contador Público (CA). Recibió su CA mientras trabajaba para la firma de contabilidad KPMG .

## Inicio político
Antes de iniciarse en la política, Canniff trabajó para Union Gas, donde ejerció de director de planificación y previsión. También trabajo para Transform SSO y Greenfield Speciality Alcohols. Dirigió una serie de campañas benéficas como son el Festival of Giving y la campaña United Way of Chatham-Kent de 2006. Más tarde, desempeño el papel de presidente de junta en Mainstreet Credit Union y también ejerció el mismo cargo en la Fundación del Centro de Tratamiento Infantil de Chatham-Kent, fue expresidente de Prosperity Roundtable y expresidente de Entegrus Inc. 
Canniff ingresó en la política en las elecciones municipales de 2014, cuando fue elegido miembro del Chatham-Kent Municipal Council como uno de los seis concejales del Distrito 6 (Chatham). Durante su primer mandato, se desempeñó como presidente auxiliar del Partido Internacional de Arado 2018 creado en Pain Court .

## Primeros cargos
Canniff fue elegido alcalde, por primera vez, en las elecciones municipales de 2018, derrotando a Alysson Storey y al alcalde titular Randy Hope, que había estado buscando un cuarto mandato como alcalde, a pesar de haber prometido servir solo por tres mandatos. Canniff obtuvo más del 56% de los votos. Además, participó en una plataforma que priorizaba los "trabajos de calidad" y la "infraestructura".  

## Trabajos posteriores
Después de ser elegido alcalde, Canniff declaró sus prioridades para el año 2019, estas se pueden resumir en conseguir la  unión de la comunidad, siendo una de sus iniciativas la 'Campaña Involúcrate CK' para apoyar el voluntariado. También planeó invertir en clubes de servicio locales, lo que implicaría una pequeña subida de impuestos. En su primer año como alcalde, tuvo que lidiar con un atasco de hielo en el río Thames que provocó inundaciones y con la apertura  de un nuevo casino en Chatham. Las principales prioridades de  Canniff en 2020 han sido solucionar el problema  con la erosión de la costa, conseguir un Internet de alta velocidad y la reapertura de Talbot Trail .